# Santiago Cañizares
José Santiago Cañizares Ruiz (Puertollano , 18 de diciembre de 1969), más conocido como Santiago Cañizares, es un exfutbolista y expiloto de rallyes español. Actualmente es analista y comentarista de fútbol en Movistar Plus+ y la Cadena COPE.
Fue portero, entre otros, de tres clubes de Primera División: Celta de Vigo (1992-1994), Real Madrid (1994-1998) y Valencia (1998-2008), club con el que logró a nivel nacional dos Ligas, dos Copas y una Supercopa; y continental, una Copa UEFA, una Supercopa y dos subcampeonatos en Liga de Campeones. A nivel individual ganó cuatro trofeos «Zamora» y fue elegido mejor guardameta de Europa en 2001.
Fue internacional absoluto con España (1993-2006), con la que disputó seis fases finales (tres Mundiales y tres Eurocopas), totalizando 46 internacionalidades. Con las categorías juveniles de la selección nacional, conquistó el Europeo cadete de 1986, y con la selección olímpica, logró el oro en Barcelona 1992.

## Trayectoria futbolística
Cañizares nació en 1969 en Madrid, aunque es oriundo y se crio en Puertollano, Ciudad Real, ciudad de origen de sus padres. Comenzó su trayectoria deportiva en el club Calvo Sotelo, donde Eduardo Caturla lo subió al primer equipo con solo 15 años, donde jugaba en varias posiciones. Al año siguiente ingresa en las categorías inferiores del Real Madrid Club de Fútbol y debuta como internacional sub-16, alzándose con el histórico Campeonato de Europa de 1986. Tras debutar como profesional con el Real Madrid Castilla en Segunda División la temporada 1989-90, pasa la temporada 1990-91 en el Elche Club de Fútbol y la 1991-92 en el Club Polideportivo Mérida. La temporada 1992-93 ficha por el Real Club Celta de Vigo, club que pagó por él 57 millones de pesetas, haciendo su debut en Primera División el 6 de septiembre de 1992 y alcanzando como hito más destacado, el subcampeonato de Copa en 1994.
En la temporada 1994-95 regresó al Real Madrid, permaneciendo en el club de la capital cuatro temporadas. Con Jorge Valdano en el banquillo, el equipo se alzó con el título liguero con el veterano Paco Buyo como habitual en portería, rompiendo la racha de cuatro campeonatos consecutivos del Barcelona. En su segunda campaña fue titular, alcanzando los cuartos en Liga de Campeones, sin embargo en la tercera, con la llegada de Capello, el titular es Bodo Illgner, fichado por petición expresa del técnico italiano, por su preferencia por los porteros de mayor estatura. Tras lograr su segunda liga (1996-97), en su cuarta temporada como madridista (1997-98), en la que el club se alza con su «Séptima» Copa de Europa, fue el portero titular del equipo hasta enero, en que Illgner vuelve al once, habiendo disputado los seis partidos de la fase de grupos.

### Valencia
En 1998 ficha por el Valencia Club de Fútbol, club en el que es el portero titular durante las diez temporadas en las que permanece (1998-2008) y con el que logra dos Ligas, dos Copas, una Supercopa de España, una Copa UEFA, una Supercopa de Europa y dos subcampeonatos consecutivos en Liga de Campeones, en 2000 y 2001.
En octubre de 2007 el entonces técnico Sánchez Flores, fue destituido y reemplazado por Ronald Koeman. Poco después de asumir las riendas del equipo, el entrenador neerlandés comunicó su intención de no volver a convocar al guardameta —junto con sus compañeros Albelda y Angulo—, a pesar de haber renovado su contrato por dos temporadas en febrero de ese mismo año. A pesar de ello, el jugador no concretó su salida del club y siguió ligado a la disciplina valencianista, aunque sin ser convocado. En abril de 2008 el Valencia se proclamó campeón de Copa, aunque ni Cañizares ni el resto de apartados, viajaron con la expedición valencianista a Madrid, sede de la final. Apenas una semana después del título, Koeman fue cesado y el nuevo técnico, Voro, devolvió la titularidad de Cañizares, después de más de cuatro meses sin entrar en una convocatoria. A pesar de ello, al término de la temporada anunció un acuerdo con el club para rescindir el año que le quedaba de contrato. El 18 de mayo de 2008, Santiago Cañizares jugaba su último partido como valencianista, contra el Club Atlético de Madrid, con un resultado de 3-1.
Cañizares es el portero que ha disputado más partidos con la camiseta del Valencia CF (416). También es el portero con más partidos de liga jugados con el Valencia CF (305).
Tras rechazar varias ofertas de la Premier League inglesa y de la Major League Soccer norteamericana decidió retirarse del fútbol profesional, pasando a ser comentarista deportivo. Se estrenó en la Cadena SER, durante el partido de vuelta de la Supercopa de España 2008, disputado el 24 de agosto, entre dos de sus exequipos: Real Madrid y Valencia.
En 2021, Cañizares fue elegido "jugador histórico" del Valencia CF en una votación organizada por LaLiga, por delante de David Albelda y Vicente Rodríguez, jugadores con los que coincidió en su etapa como valencianista.

## Selección nacional
Su debut absoluto con España se produjo el 17 de noviembre de 1993, en un decisivo encuentro disputado en el Pizjuán de Sevilla ante Dinamarca. España se jugaba su clasificación para el Mundial de 1994 y tras la expulsión de Andoni Zubizarreta, Cañizares tuvo que ingresar en el campo. Su actuación fue sensacional, con varias paradas meritorias para mantener imbatida su portería. Finalmente, Fernando Hierro anotó el único gol del partido, que dio a España la clasificación.
Tras ser convocado para los Mundiales de Estados Unidos '94 y Francia '98, y ser titular en la Eurocopa 2000, el Mundial 2002 se presentaba como el primer torneo mundialista en que sería titular, tras haber sido el portero habitual durante toda la fase de clasificación. Sin embargo, un incidente acontecido en plena concentración previa al torneo, en el que sufrió el corte de un tendón del pie con un frasco de colonia, le hizo causar baja, haciéndose Iker Casillas con una titularidad que ya mantendría durante más de una década.
Posteriormente, Cañizares fue convocado para la Eurocopa 2004, en la que no jugó ningún encuentro, y el Mundial 2006, en el cual disputó el tercer partido de la fase de grupos, convirtiéndose en uno de los futbolistas españoles que habían sido convocados para más torneos internacionales.
Santiago Cañizares es, junto a Andoni Zubizarreta, Íker Casillas y Pepe Reina, el único portero español que ha sido convocado en cuatro ocasiones para un Mundial.

### Participaciones en fases finales
| Copa              | Sede                   | Resultado        | Partidos | Goles |
| ----------------- | ---------------------- | ---------------- | -------- | ----- |
| Copa Mundial 1994 | Estados Unidos         | Cuartos de final | 1        | -2    |
| Eurocopa 1996     | Inglaterra             | Cuartos de final | 0        | 0     |
| Copa Mundial 1998 | Francia                | Primera fase     | 0        | 0     |
| Eurocopa 2000     | Bélgica · Países Bajos | Cuartos de final | 3        | -6    |
| Eurocopa 2004     | Portugal               | Primera fase     | 0        | 0     |
| Copa Mundial 2006 | Alemania               | Octavos de final | 1        | 0     |
| Total             | Total                  | Total            | 5        | -8    |

## Estadísticas

### Clubes
| Club | Div.          | Temporada     | Liga  | Liga  | Copa del Rey | Copa del Rey | Torneos internacionales(1) | Torneos internacionales(1) | Otros(2) | Otros(2) | Total | Total |
| Club | Div.          | Temporada     | Part. | Goles | Part.        | Goles        | Part.                      | Goles                      | Part.    | Goles    | Part. | Goles |
| --- | ------------- | ------------- | ----- | ----- | ------------ | ------------ | -------------------------- | -------------------------- | -------- | -------- | ----- | ----- |
| Real Madrid Castilla · España | 2.ª           | 1989-90       | 35    | 0     | 2            | 0            | —                          | —                          | —        | —        | 37    | 0     |
| Elche C. F. · España | 2.ª           | 1990-91       | 7     | 0     | 2            | 0            | —                          | —                          | —        | —        | 9     | 0     |
| C. P. Mérida · España | 2.ª           | 1991-92       | 38    | 0     | 0            | 0            | —                          | —                          | —        | —        | 38    | 0     |
| R. C. Celta de Vigo · España | 1.ª           | 1992-93       | 36    | 0     | 1            | 0            | —                          | —                          | —        | —        | 37    | 0     |
| R. C. Celta de Vigo · España | 1.ª           | 1993-94       | 38    | 0     | 7            | 0            | —                          | —                          | —        | —        | 45    | 0     |
| R. C. Celta de Vigo · España | Total club    | Total club    | 74    | 0     | 8            | 0            | —                          | —                          | —        | —        | 82    | 0     |
| Real Madrid C. F. · España | 1.ª           | 1994-95       | 1     | 0     | 0            | 0            | 2                          | 0                          | —        | —        | 3     | 0     |
| Real Madrid C. F. · España | 1.ª           | 1995-96       | 12    | 0     | 1            | 0            | 1                          | 0                          | 2        | 0        | 16    | 0     |
| Real Madrid C. F. · España | 1.ª           | 1996-97       | 2     | 0     | 0            | 0            | —                          | —                          | —        | —        | 2     | 0     |
| Real Madrid C. F. · España | 1.ª           | 1997-98       | 26    | 0     | 0            | 0            | 6                          | 0                          | 2        | 0        | 34    | 0     |
| Real Madrid C. F. · España | Total club    | Total club    | 41    | 0     | 1            | 0            | 9                          | 0                          | 4        | 0        | 55    | 0     |
| Valencia C. F. · España | 1.ª           | 1998-99       | 38    | 0     | 6            | 0            | 10                         | 0                          | —        | —        | 54    | 0     |
| Valencia C. F. · España | 1.ª           | 1999-00       | 23    | 0     | 2            | 0            | 13                         | 0                          | 2        | 0        | 40    | 0     |
| Valencia C. F. · España | 1.ª           | 2000-01       | 37    | 0     | 0            | 0            | 18                         | 0                          | —        | —        | 55    | 0     |
| Valencia C. F. · España | 1.ª           | 2001-02       | 32    | 0     | 1            | 0            | 7                          | 0                          | —        | —        | 40    | 0     |
| Valencia C. F. · España | 1.ª           | 2002-03       | 31    | 0     | 0            | 0            | 12                         | 0                          | 2        | 0        | 45    | 0     |
| Valencia C. F. · España | 1.ª           | 2003-04       | 37    | 0     | 0            | 0            | 7                          | 0                          | —        | —        | 44    | 0     |
| Valencia C. F. · España | 1.ª           | 2004-05       | 29    | 0     | 0            | 0            | 7                          | 0                          | 2        | 0        | 38    | 0     |
| Valencia C. F. · España | 1.ª           | 2005-06       | 36    | 0     | 0            | 0            | 5                          | 0                          | —        | —        | 41    | 0     |
| Valencia C. F. · España | 1.ª           | 2006-07       | 32    | 0     | 1            | 0            | 11                         | 0                          | —        | —        | 44    | 0     |
| Valencia C. F. · España | 1.ª           | 2007-08       | 10    | 0     | 0            | 0            | 5                          | 0                          | —        | —        | 15    | 0     |
| Valencia C. F. · España | Total club    | Total club    | 305   | 0     | 10           | 0            | 95                         | 0                          | 6        | 0        | 416   | 0     |
| Total carrera | Total carrera | Total carrera | 500   | 0     | 23           | 0            | 104                        | 0                          | 10       | 0        | 637   | 0     |
| (1) Incluye datos de la Liga de Campeones, Copa Intertoto y Copa de la UEFA. (2) Incluye datos de la Supercopa de España y Supercopa de Europa. |               |               |       |       |              |              |                            |                            |          |          |       |       |

## Palmarés

### Campeonatos nacionales
| Título              | Club              | País   | Año  |
| ------------------- | ----------------- | ------ | ---- |
| Campeonato de Liga  | Real Madrid C. F. | España | 1995 |
| Campeonato de Liga  | Real Madrid C. F. | España | 1997 |
| Supercopa de España | Real Madrid C. F. | España | 1997 |
| Copa del Rey        | Valencia C. F.    | España | 1999 |
| Supercopa de España | Valencia C. F.    | España | 1999 |
| Campeonato de Liga  | Valencia C. F.    | España | 2002 |
| Campeonato de Liga  | Valencia C. F.    | España | 2004 |
| Copa del Rey        | Valencia C. F.    | España | 2008 |

### Campeonatos internacionales
| Título              | Club              | País       | Año  |
| ------------------- | ----------------- | ---------- | ---- |
| Campeonato Europeo  | España (sub-16)   | Grecia     | 1986 |
| Juegos Olímpicos    | España (sub-23)   | Barcelona  | 1992 |
| Liga de Campeones   | Real Madrid C. F. | Ámsterdam  | 1998 |
| Copa Intertoto      | Valencia C. F.    | Valencia   | 1998 |
| Copa de la UEFA     | Valencia C. F.    | Gotemburgo | 2004 |
| Supercopa de Europa | Valencia C. F.    | Mónaco     | 2004 |

### Distinciones individuales
| Distinción          | Año                                |
| ------------------- | ---------------------------------- |
| Trofeo Zamora       | 1992-93, 2000-01, 2001-02, 2003-04 |
| Equipo del año UEFA | 2001                               |

## Piloto de rally

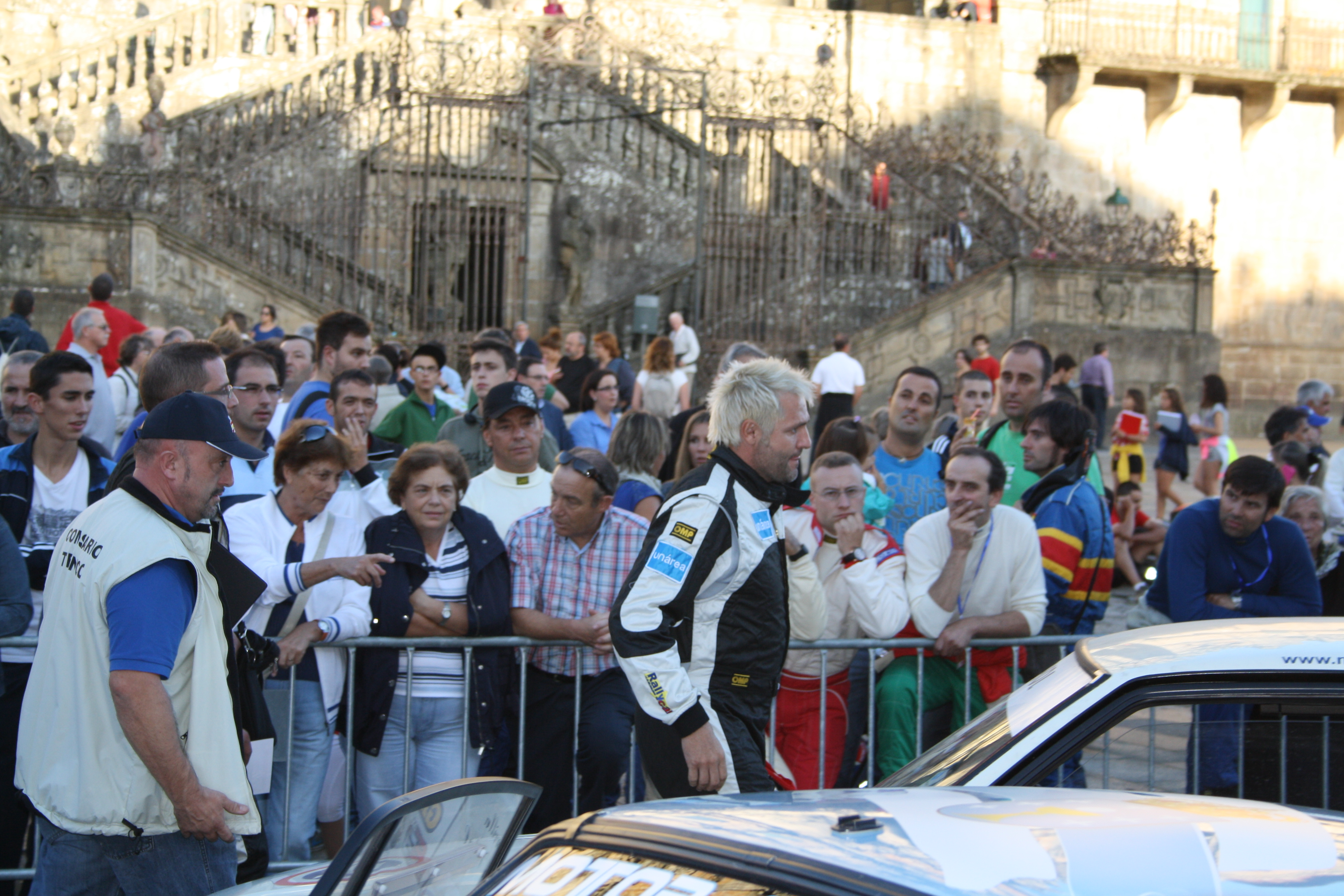
Cañizares en el Rally de Galicia Histórico de 2012.

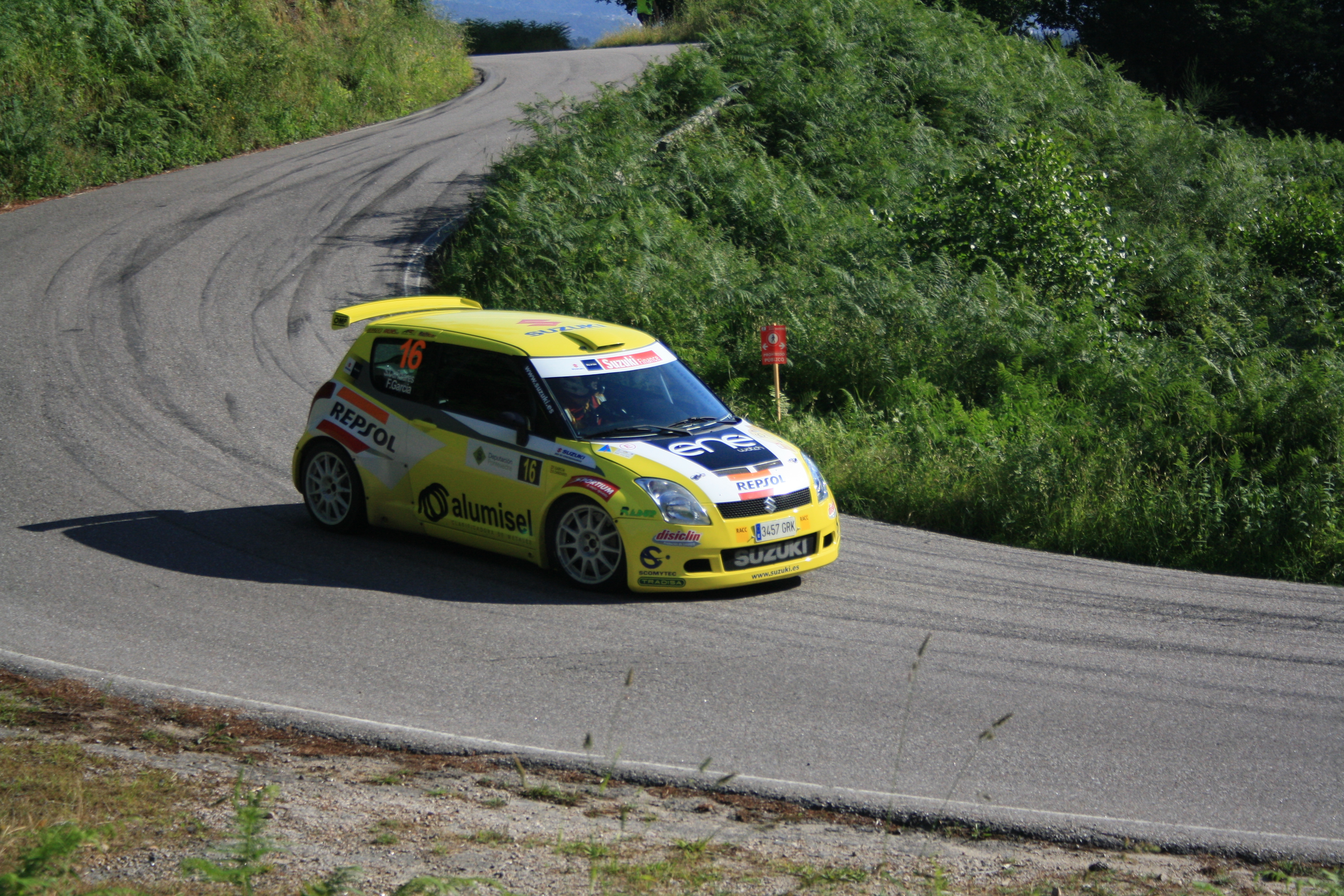
Cañizares en el Rally Rías Baixas en 2014.

En 2010 compitió por primera vez en una prueba puntuable para el Campeonato de España de Rally, en el Rally Sierra Morena, con un Suzuki Swift y llevando de copiloto a Dani Cué. En 2011 formó parte del equipo Suzuki Ibérica Motor Sport con el que sigue pilotando una unidad Suzuki Swift junto a Cué. En 2012 continuó disputando dicho certamen y participa también en el Campeonato de España de Rally Histórico. El 17 de junio de 2017 logró su primera victoria absoluta al ganar el Rally de la Cerámica con un Porsche 997.

### Resultados Campeonato de España
| Año     | Equipo               | Vehículo           | 1      | 2      | 3       | 4       | 5       | 6       | 7       | 8       | 9       | 10     | 11  | Pos. | Puntos |
| ------- | -------------------- | ------------------ | ------ | ------ | ------- | ------- | ------- | ------- | ------- | ------- | ------- | ------ | --- | ---- | ------ |
| 2011    | Suzuki Motor Ibérica | Suzuki Swift Sport | VIL 39 | CNR    | CAN     | RBX     | ORN     | FRR Ret | PRA Ret | VLL     | SRM Ret | RCM 36 |     | 71.º | 2      |
| 2012    | Suzuki Motor Ibérica | Suzuki Swift Sport | CNR    | CAN 28 | RBX 40  | ORN 33  | FRR Ret | PRA 31  | VLL     | SRM     | RCM 38  |        |     | ?    | 0      |
| 2013    | Suzuki Motor Ibérica | Suzuki Swift Sport | CNR    | CAN    | RIA     | ORE 26  | FER     | PRI     | LLA     | SMO     | MAD 48  |        |     | 80.º | 0      |
| 2014    | Suzuki Motor Ibérica | Suzuki Swift S1600 | CNR    | SMO]   | RIA 27  | ORE     | BIE     | FER Ret | PRI     | LLA     | SAN 11  | MAD    |     | 53.º | 13     |
| 2015    | Suzuki Motor Ibérica | Suzuki Swift S1600 | VDA    | CNR    | SMO 29  | RBX Ret | OUR     | FER     | PDA     | LLA Ret | MAD 19  |        |     | 65.º | 3      |
| 2016    | Suzuki Motor Ibérica | Suzuki Swift S1600 | CNR    | ADE    | SMO Ret | FER 36  | CAN     | OUR     | PDA     | LLA     | MED     | MAD 16 |     | 56.º | 8      |
| 2017    | Suzuki Motor Ibérica | Suzuki Swift S1600 | SMO    | ECI    | ADE     | OUR     | FER Ret | PDA     | LLA     | CAN     | MED 15  | MAD    |     | 63.º | 6      |
| 2018    | Suzuki Motor Ibérica | Suzuki Swift R+    | COC    | SMO    | ECI     | ADE     | OUR     | FER 33  | PDA     | LLA     | CAN     | MED    | MAD |      |        |
| Fuente: |                      |                    |        |        |         |         |         |         |         |         |         |        |     |      |        |

## Vida privada
En verano de 1992, contrajo matrimonio con su primera mujer, Marina Conchello, con la que tuvo tres hijos: Carlota (1997), Lucas (2002, futbolista canterano del Real Madrid) y Olivia (2006). El 5 de julio de 2008 se casó con Mayte García en la isla balear de Ibiza, con la que tuvo otros cuatro hijos: Sofía (2009) y sus tres hermanos trillizos, India, Martina y Santi (2013), este último fallecido el 23 de marzo de 2018 a los cinco años. En julio de 2021, anunció su separación de Mayte García.

## Filmografía
- Documental Canal+ (23-5-2011), «Fiebre Maldini - 'Cañizares y Kahn: Final 2001'» en Youtube[30]